# Union, South Carolina
Union är administrativ huvudort i Union County i South Carolina. Orten hade 8 393 invånare enligt 2010 års folkräkning.